# František Sisr
František Sisr (* 17. března 1993 Choceň) je bývalý český profesionální cyklista a v současné době mechanik stáje Elkov–Kasper. Jeho největším úspěchem je titul mistra světa juniorů v dráhařském scratchi z roku 2011 a titul mistra ČR v silničním závodu, který získal roku 2019. Kariéru ukončil ve 27 letech kvůli srdeční arytimii.

## Hlavní výsledky[5]

### 2011
- 2. v madisonu na Mistrovství Evropy v dráhové cyklistice juniorů (dráhová cyklistika)
- Mistr světa ve scratchi juniorů (dráhová cyklistika)

### 2013
- 3. v týmové stíhačce na Mistrovství Evropy v dráhové cyklistice jezdců do 23 let (dráhová cyklistika)
- 8. na Bohemia Tour

### 2015
- Vítěz Korona Kocich Gór
- Vítěz bodovací soutěže East Bohemia Tour
- Vítěz vrchařské soutěže na Tour of Fuzhou
- 3. na mistrovství České republiky v silničním závodu mužů
- Vítěz soutěže mladých jezdců na Tour d'Azerbaïdjan

### 2016
- Vítěz první etapy East Bohemia Tour
- Vítěz soutěže mladých jezdců na Okolo Slovenska
- 2. celkově na Tour de Bretagne
  - Vítěz 1. etapy
- 5. celkově na Course de Solidarność et des Champions Olympiques
- 5. na GP Izola

### 2017
- Mistr České republiky v bodovačce (dráhová cyklistika)
- 4. na GP Polski
- 10. na Ronde van Drenthe

### 2018
- Vítěz Ronde van Drenthe
- Vítěz GP Hungary
- Vítěz týmové časovky na Sibiu Cycling Tour

9. na Schaal Sels
9. na Arnhem–Veenendaal Classic

### 2019
- Mistr České republiky v silničním závodu mužů
- 2. na Memoriał Romana Siemińskiego
- 2. na GP Adria Mobil
- 3. celkově na Dookoła Mazowsza
- 3. na Memoriał Andrzeja Trochanowskiego